# Афина Промахос
Статуя Афины Промахос (Афины-Воительницы, др.-греч. Ἀθηνᾶ Πρόμαχος) — бронзовая статуя работы Фидия в афинском Акрополе, посвящённая богине Афине. Не сохранилась, найдены только фрагменты постамента, на котором стояла Афина. Существует несколько римских копий, одна из них экспонируется в Музее Кьярамонти (Рим), другая известна как Афина Медичи и экспонируется в Лувре.

## История
После победы греков в битве при Марафоне в 490 до н. э. было решено создать в Акрополе новый храм, посвященный Афине. Этот храм был более узким, чем Парфенон и имел 6 колонн. Однако строительство так и не было завершено, поскольку персы захватили Афины, полностью разрушили город и все святилища Акрополя. Возвращение афинян в свой город в 478 до н. э. стало началом нового этапа в жизни Акрополя: возводится южная стена Акрополя, частично восстанавливается храм Афины Полиады, создается колоссальная бронзовая статуя Афины Промахос.
Афина Промахос — одна из ранних работ Фидия, она датирована периодом между 465—455 годами до н. э., вероятно, около 460 года до н. э. 9-метровую бронзовую статую поставили среди руин после разрушения персами Акрополя. Афина Промахос была установлена на главной улице Афинского Акрополя между Пропилеями и Парфеноном.
Фидий создал иной образ Афины — воительницы, грозной и суровой защитницы города. Правой рукой она опиралась на копье, в левой держала щит, голову венчал шлем. Одета Афина была в двойную тунику, которая спадала прямыми правильными складками. Афина Промахос воплощала в себе военную мощь Древних Афин. Скульптура Афины Промахос возвышалась над всем Акрополем. Все путешественники, прибывающие в Афины с моря, видели отблески солнца от позолоченного наконечника её копья и гребня шлема, ещё на подходе к мысу Сунион.
Существует предание, что при создании статуи Афины Промахос Фидий одержал победу в творческой битве со своим коллегой Алкаменом, которому поручили разработать второй проект в надежде на эффектное исполнение. Фидий, обладая знаниями в оптике и геометрии, учёл, что удаленные детали зрительно уменьшаются в размерах. Чрезмерно увеличенная голова статуи без пьедестала казалась уродливой. Однако на высокой колонне Афина имела великолепный вид: увидев столь совершенное произведение, афиняне прославили Фидия и высмеяли Алкамена.
Позже Афина Промахос стала не единственным изображением Афины в Акрополе. Кроме неё в восточном зале Парфенона была установлена хрисоэлефантинная статуя Афины Парфенос, а также близ Пропилей стояла скульптура Афины Лемнии, обе созданы Фидием.
Афина Промахос стояла в Афинах до тех пор, когда в середине III века, по другим источникам позже — около 460 года н. э., скульптура вместе с другими сокровищами Акрополя и Парфенона была вывезена в Константинополь.